# إيبك ميكي
إيبك ميكي (بالإنجليزية: Epic Mickey)‏ هي لعبة فيديو من نوع أكشن ومغامرات ولعبة المنصات، أنتجت من قبل شركة والت ديزني سنة 2010، واصدرت حصرياً على وي.

## وصلات خارجية
- إيبك ميكي على موقع IMDb (الإنجليزية)

- الموقع الرسمي في الولايات المتحدة
- الموقع الرسمي في المملكة المتحدة
- موقع جنكشن بوينت ستوديوز الرسمي